# Lucien Olivier
Lucien Olivier (rus: Люсьен Оливье) (Moscou, 1838 - 14 de novembre de 1883) va ser un cuiner rus d'origen belga i francès, propietari del restaurant Hermitage al centre de Moscou, a l'Imperi Rus, a principis de la dècada de 1860.

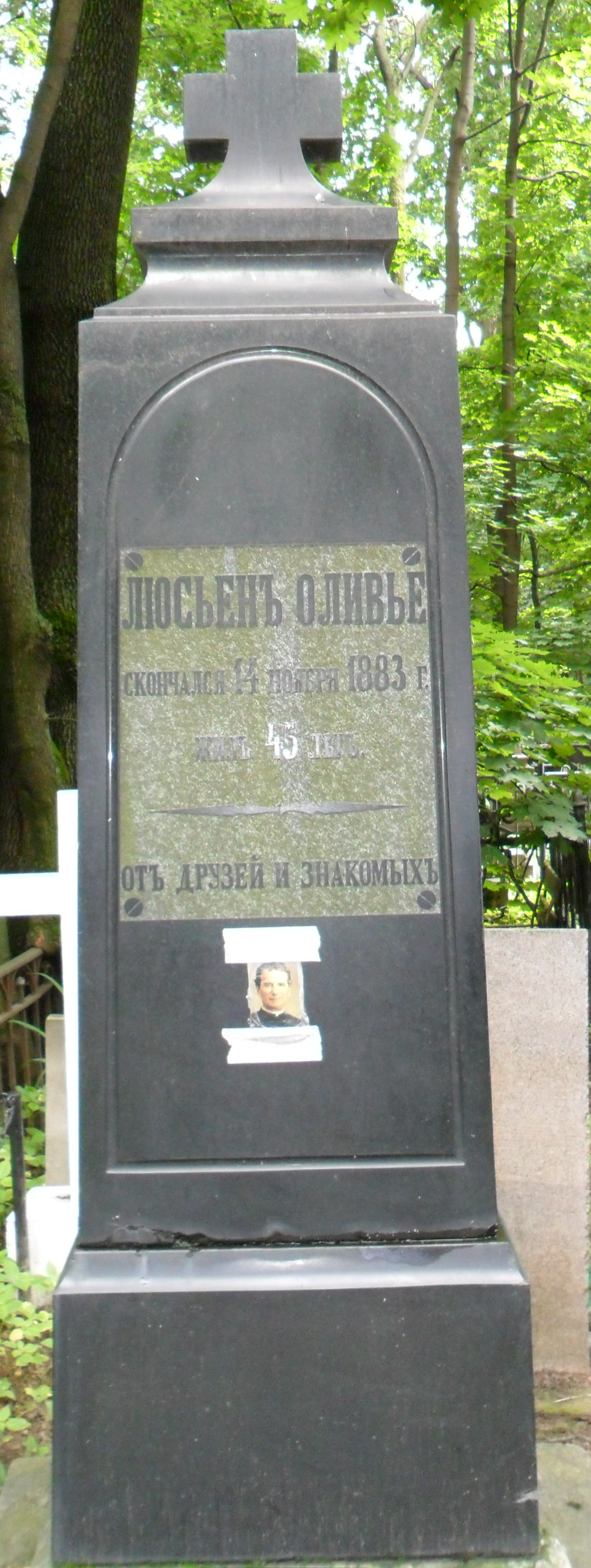
Tomba de Lucien

Olivier és conegut per ser el creador de l'ensalada russa, també coneguda com a “Amanida russa”. El secret de la recepta no es va revelar fins a la seva mort. Lucien Olivier va morir amb 45 anys el 1883 a Ialta, per unes malalties del cor i va ser enterrat al cementiri de Vvedenskoye. La seva tomba no es va descobrir fins a l'any 2008. L’amanida actual presenta nombroses variacions, que són una barreja de tots els components que Olivier utilitzava per afegir al seu famós plat, així com ingredients que no utilitzava ell mateix, amb un guarniment de maionesa.

## Enllaços Externs
- Москвичам расскажут всю правду об Оливье.
- Салат Оливье, реферат.